# Eduardo Liendo
Eduardo Liendo Zurita (Caracas,  12 de enero de 1941-Caracas, 3 de julio de 2025) fue un escritor venezolano.

## Biografía
Hijo de Francisco José Liendo, talabartero de profesión, nativo de La Guaira, y Rosa Zurita, una ama de casa, proveniente del estado Miranda. Sobrino de la soprano y solista del Orfeón Lamas, Carmen Liendo. En 1982 contrajo matrimonio con la argentina Yesca Muria, con quien tendrá a su hija Olivia. 
Estudió primaria en la Escuela Experimental José Gil Fortoul y luego los estudios de bachillerato en el Liceo Luis Espelozín, ambos en Caracas. Involucrado en su juventud con movimientos subversivos de izquierda, entre 1962 y 1967 cumplió condena como preso político en la Isla de Tacarigua y el Cuartel San Carlos. De esta experiencia nació su novela-testimonio Los topos (1975). 
Entre 1967 y 1969 se estableció en la Unión Soviética, realizando estudios en el Instituto de Ciencias Sociales de Moscú. De regreso en Venezuela, inicia su etapa como novelista con El mago de la cara de vidrio (1973), la cual se convertirá en un éxito de ventas y una lectura recurrente en el pénsum escolar venezolano. A partir de 1976 y hasta su jubilación en 2001, trabajó como bibliotecario de la Biblioteca Nacional de Venezuela.
Su novela Mascarada ganó la mención honorífica en los Premio de Ficción de la ciudad de Caracas en 1978 y el premio de humor Pedro León Zapata en 1981. En 1985 recibió el Premio Municipal de Literatura por la novela Los platos del diablo (1985), la cual fue adaptada al cine por el realizador Thaelman Urgelles en 1993. En 1990 fue galardonado con el premio del Consejo Nacional de la Cultura (CONAC). En 1996 fue profesor invitado por la Universidad de Colorado en Boulder, Estados Unidos, para dictar un curso de verano sobre su obra narrativa.
Fue homenajeado en el 7° Festival de la Lectura Chacao, realizado en 2015, donde le fue conferida la orden «Juan Liscano». En este evento también presentó su libro En torno al oficio de escritor. En noviembre de ese año la Universidad Católica Cecilio Acosta le otorgó el grado de doctor honoris causa.  
Falleció el 3 de julio de 2025 a los 84 años en Caracas.

### Novela
- El mago de la cara de vidrio (1973)
- Los Topos (1975)
- Los platos del diablo (1985)
- Si yo fuera Pedro Infante (1989)
- Diario del enano (1995)
- El round del olvido (2002)
- Las kuitas del hombre mosca (2005)
- El último fantasma (2009)
- Contigo en la distancia (2014)
- Doy por vivido todo lo soñado (2024)

### Relato
- Mascarada (1978)
- El cocodrilo rojo (1987)
- Contraespejismo (2008)

### Ensayo
- En torno al oficio de escritor (2014)